# José María Avilés (provincie)
José María Avilés is een provincie in het departement Tarija in Bolivia. De provincie heeft een oppervlakte van 2742 km² en heeft 20.234 inwoners (2012). De hoofdstad is Valle de Concepción.
José María Avilés is verdeeld in twee gemeenten:
- Uriondo
- Yunchará

## Plaatsen
De volgende plaatsen zijn gelegen in de provincie:
In de gemeente Yunchará:
- Yunchará 354 inw. – San Pedro 154 inw. – Tojo 151 inw. – Quebrada Honda 134 inw. – San Luis de Palqui 133 inw. – Arteza 108 inw. – Ñoquera 102 inw. – Belén 97 inw.. – Pasajes 76 inw. – Buena Vista 69 inw. – Santa Cruz de Azloca 63 inw. – Copacabana 49 inw.

In de gemeente Uriondo:
- Valle de Concepción 1722 inw. – Calamuchita 1228 inw. – La Compañía 639 inw. – Muturayo 591 inw. – Chocloca 247 inw. – Juntas 237 inw.

Aniceto Arce · 
Burnet O'Connor · 
Cercado · 
Eustaquio Méndez · 
Gran Chaco · 
José María Avilés